# Dolomiti Superski

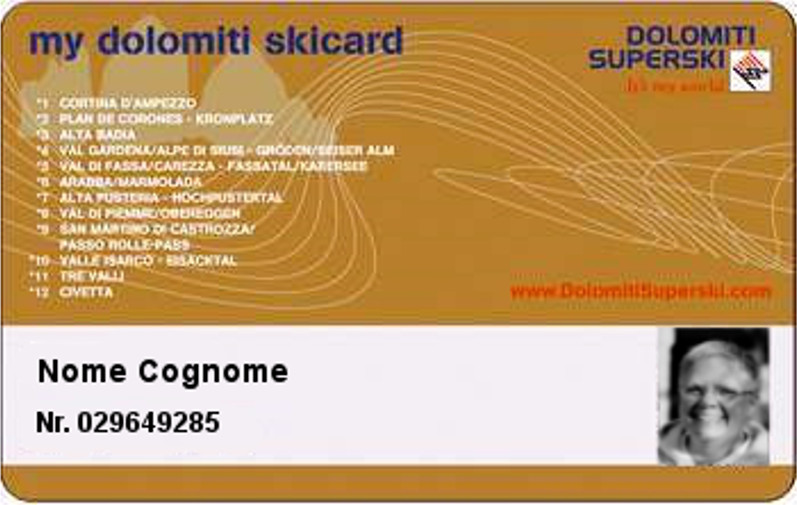
Ejemplo de skipass RFID

El Dolomiti Superski es el mayor dominio esquiable mundial, comprendente gran parte de las pistas de esquíes de las montañas Dolomiti, con un total de 1.220 km de pistas, dividido en doce centros de esquí. Se creó en 1974 y está situado en las provincias de Trento, Bolzano y Belluno.

## Descripción
Dolomiti Superski es el mayor dominio esquiable de Italia y el más grande del mundo. Se extiende en los Alpes sud-orientales entre el Alto Adige, el Trentino y el Bellunese.
El Dolomiti Superski ofrece 450 instalaciones de remontes y más de 1200 kilómetros de pistas, de las cuales aproximadamente las mitades directamente conectadas y se utiliza un único skipass. 
El dominio está compuesto por 12 centros de esquí:
1. Cortina de Ampezzo
2. Plan de Corones
3. Alta Badia
4. Valle Gardena - Alpe de Siusi
5. Valle de Fassa - Carezza
6. Arabba - Marmolada
7. Tres Cimas/Drei Zinnen
8. Valle de Fiemme - Obereggen
9. San Martino de Castrozza - Paso Rolle
10. Valle Isarco - Plose/Gitschberg - Jochtal
11. Alpe Lusia - San Peregrino
12. Civetta

## Skitour
Dentro del área cubierta por el Dolomiti Superski existe la posibilidad de pasar por varias rutas de esquí marcadas por señales.

### Skitour Olimpia
El Skitour Olimpia se encuentra a Cortina de Ampezzo y permite de esquiar sobre las pistas olímpicas de la localidad bellunese. Cuenta en todo 140 km de pistas, de las Tofane a la "negra" del Canalone Staunìes, pista aconsejada solo a esquiadores expertos y abierta solo en óptimas condiciones de la nieve.

### Skitour entre parques naturales
Este skitour se encuentra en Alta Badia y debe su nombre al hecho que el tour pasa entre el parque natural Puez-Odle y el parque natural Fanes - Sennes y Braies. Se parte de Colfosco hacia el Valle Estrella Alpina para luego dirigirse hacia Corvara y bajar a La Villa. De aquí se alcanza Gardenazza y en seguido Pedraces fino al santuario de Santa Cruz.

### Skitour de los Campeonatos mundiales 70
Se parte de Ortisei para llegar al Seceda se baja a Santa Cristina Valgardena. Para atravesar el estado ha sido construido el trenino Gardena Ronda Express. Se sube al Ciampinoi, se baja a Selva a lo largo de la pista Tres, se sube al Paso Gardena. Se ridiscende a Selva de Valle Gardena sobre la pista Cir, así pues se vuelve sobre el Ciampinoi para afrontar la mítica Saslong. Se vuelve al trenino por el Con el Raiser y Seceda y se vuelve a lo largo de una de las pistas más largas y más bonitas que las Dolomiti llamada La longia a Ortisei.

### Skitour de las brujas
Skitour sobre el Alpe de Siusi en la zona que las leyendas populares quieren habitada por brujas.

### Skitour Panorama
El Skitour Panorama conecta la cuenca del Ciampac a Madrugada de Canazei con Pozza de Fassa subiendo hasta cuota 2428 m.

### Skitour Marmolada
La Marmolada es la cima más alta de las Dolomiti con sus 3342 m. Se alcanza con los esquíes partiendo de Arabba pasando para Puerta Obispo y de Malga Ciapela o directamente de aquí. La cima del glaciar, se alcanza con una moderna y veloz funivia a tres tramos.

### Skitour Gran Guerra
Este skitour permite a los esquiadores de visitar los lugares más importantes de la I Guerra Mundial pasando a los pies de célebres montañas como el Grupo del Sella, la Marmolada, el Civetta, las Tofane y Lagazuoi. El giro de la gran Guerra es larga en todo un centenar de kilómetros, y estransitable en gran parte con los esquíes a los pies pero en algunos partes necesita servirse del skibus gratuito o taxi de pago. 

### Sellaronda
El Sellaronda (dicho también Giro de los cuatro pasos) es el más importante y famoso skitour de las Dolomiti. Se articula sobre los pasos dolomitici Sella, Pordoi, Campolongo y Gardena.
ES percorribile en ambos sentidos, el sentido más deportivo es el naranja, y el de menor esfuerzo es el verde. Son unos 45 km, por lo que es acosenjable inciciarlo a primera hora del día, ya que toma más de 4 horas.

## Pistas de esquíes más apreciados
- Saslong (Valle Gardena - Santa Cristina), utilizada para las carreras de descenso libre y súper G de Coppa del Mundo.
- Gran Risa (Alta Badia - La Villa), utilizada para las carreras de eslalon gigante de Coppa del Mundo. También la variante Alting es muy asistida y apreciada.
- La bellunese (Arabba - Marmolada), la pista de la Marmolada, que baja de los 3200 m de Punta Rocca refinado a los 1400 de Malga Ciapela.
- Porta Vescovo (Arabba) Es la puerta de entrada perfecta a la Sella Ronda